# Jiandi
Jiandi (kineski 簡狄 ili 简狄, Jiǎndí) bila je druga žena kineskog mitološkog cara Kua te tako carica Kine. Ku i ona bili su roditelji sina Xiea, koji je bio predak kraljeva iz dinastije Shang.
Jiandi je bila iz klana Yousong.